# Лобха (индуизм)
Лобха — в позднейшей индийской мифологии один из сыновей Брахмы .
Иногда Лобха представляется также сыном Дхармы от одной из дочерей Дакши, а также сыном Адхармы (порока), женатым на Никрти (обмане). С. Булич считал персонаж одним из позднейших многочисленных символических олицетворений индийской мифологии.